# Old Days
«Old Days» — сингл американського репера Lil Durk, виданий Alamo Records 23 лютого 2024 р. для просування майбутнього студійного альбому Love Songs 4 The Streets 3.

## Передісторія
Уперше презентовано онлайн 26 січня 2024 року, коли Дерк поділився уривком пісні на своїх сторінках у соціальних мережах. За кілька день, 17 лютого 2024 року, він оголосив дату релізу. 20 лютого Дерк опублікував уривок із відеокліпу «Old Days».

## Опис
Має «біт під гайгет і фортепіано, що супроводжується сумним і проникливим текстом», в якому виконавець розмірковує про свої життєві труднощі, минулу наркозалежність і дедалі суворіші реалії вулиць. Дерк також звертається до своїх колишніх соратників, які скористалися ним, коли він був у скрутному фінансовому становищі.
Виконавець також згадує смерть репера King Von: «The autopsy of Von's body had me coughin' up my vomit» (укр. «Розтин тіла Вона змусив мене відхаркувати блювоту»), маючи на увазі викладення відповідних графічних світлин в інтернет імовірно працівником похоронного бюра Airport Mortuary за три дні після Вонової смерті 6 листопада 2020 року.

## Критичні відгуки
Малкольм Трепп із Rap-Up назвав пісню «культовою». Він також похвалив кліп, описавши його як «емоційно заряджений погляд у світ репера, що передає смуток, розчарування й зраду».

## Відеокліп
Прем'єра сталася того ж дня, що й окремок, 23 лютого 2024 року. Режисер: Jerry Production. У відео також знявся Chief Wuk, підписант Only the Family.

## Чартові позиції
| Чарт (2024)                             | Найвища позиція |
| --------------------------------------- | --------------- |
| New Zealand Hot Singles (RMNZ)          | 30              |
| США (Billboard Hot 100)                 | 62              |
| США (Hot R&B/Hip-Hop Songs) (Billboard) | 23              |